# Ebertshausen (Üchtelhausen)
Ebertshausen ist ein Gemeindeteil der Gemeinde Üchtelhausen im unterfränkischen Landkreis Schweinfurt in Bayern.

## Geographische Lage
Das Pfarrdorf Ebertshausen liegt in der Schweinfurter Rhön, 8 km nordöstlich von Üchtelhausen, 14 km nordöstlich von Schweinfurt und 1 km vom Ellertshäuser See entfernt.
Westlich von Ebertshausen verläuft in Nord-Süd-Richtung die Staatsstraße 2280. Die durch den Ort verlaufende Kreisstraße SW 6 geht südwärts in die Kreisstraße SW 5 nach Hesselbach und Reichmannshausen über und mündet nordwärts in die Kreisstraße SW 58 zur Staatsstraße 2280 und nach Fuchsstadt bzw. Wettringen, beides Gemeindeteile von Stadtlauringen.

## Geschichte
Die erste bekannte urkundliche Erwähnung des Ortes stammt aus dem Jahr 825. Noch viele Namensänderungen folgten im Laufe der Jahrhunderte, doch ursprünglich bedeutete dieser Name zu den Häusern des Eburis.
Auf Grund der guten Qualität des Bodens ist Ebertshausen landwirtschaftlich geprägt.
Zum Landgericht Schweinfurt kam Ebertshausen 1804, 1806 bis 1820 vorübergehend zum Landgericht Mainberg und 1820 endgültig zu Schweinfurt. Seit 1814 ist Ebertshausen durch die Übernahme des Großherzogtums Würzburg bayrisch.
Am 1. Mai 1978 verlor die Gemeinde Ebertshausen, die keine weiteren Gemeindeteile hatte, ihre Selbständigkeit und wurde in die Gemeinde Üchtelhausen integriert.

### Einwohnerentwicklung
- 1961: 343 Einwohner[3]
- 1987: 359 Einwohner[1]

## Kirche
Die Pfarrkirche St. Margaretha wurde 1614 renoviert. Sie war Sitz der seit 1587 selbständigen Pfarrei Ebertshausen.

## Veranstaltungen

### Jährlich
- Dorffest
- Fischfest
- Kirchweih
- Pfarr- & Kindergartenfest
- Maibaumaufstellen

## Vereine
- Feuerwehr
- Jugendfeuerwehr
- Musikverein
- Sportverein